# Hypancistrus furunculus
Hypancistrus furunculus är en fiskart som beskrevs av Armbruster, Lujan och Donald C.Taphorn 2007. Hypancistrus furunculus ingår i släktet Hypancistrus och familjen Loricariidae. Inga underarter finns listade i Catalogue of Life.